# Свети Георги (Бобошево)
Вижте пояснителната страница за други значения на Свети Георги.
„Свети Георги“ е български православен параклис край град Бобошево, област Кюстендил.
Намира се в близост до града, вляво от пътя за село Драгодан.

## История
Параклисът е издигнат на мястото на разрушена стара църква със същото име.

## Архитектура
Представлява малка 1-апсидна правоъгълна постройка с 2-скатен покрив и открит притвор от запад. Отвън в патронната ниша е изписан образът на св. Георги. Отвътре параклисът е изцяло покрит със стенописи. В близост до параклиса има зидан навес с дървена покривна конструкция.
На 6 май преди обяд в параклиса се извършва служба и лития за дъжд.